# 天運 (陳紀傳)
天運（1811年）為中國清朝時期天地会首领陳紀傳的年號，前後共計1年。
《照抄陈纪传花帖》中称，嘉庆十六年某日为“天运元年辛月未日”。

## 西元紀年對照表
| 天運 | 元年   |
| ---- | ------ |
| 公元 | 1811年 |
| 干支 | 辛未   |

## 同期存在的其他政權年號
- 中國
  - 嘉庆（1796年－1820年）：清朝—嘉庆帝颙琰之年號
- 日本
  - 文化（1804年－1818年）：光格天皇、仁孝天皇之年號
- 越南
  - 嘉隆（1802年－1820年）：阮朝—世祖阮福映之年号
  - 明命（1820年－1841年）：阮朝—圣祖阮福晈之年号
- 南洋
  - 蘭芳（1777年—1884年）：蘭芳共和國之年號

## 來源
1. ↑  中国人民大学清史研究所《清史资料丛刊――天地会》第六册，中国人民大学出版社，1987年，第340-341页。